# Dufile

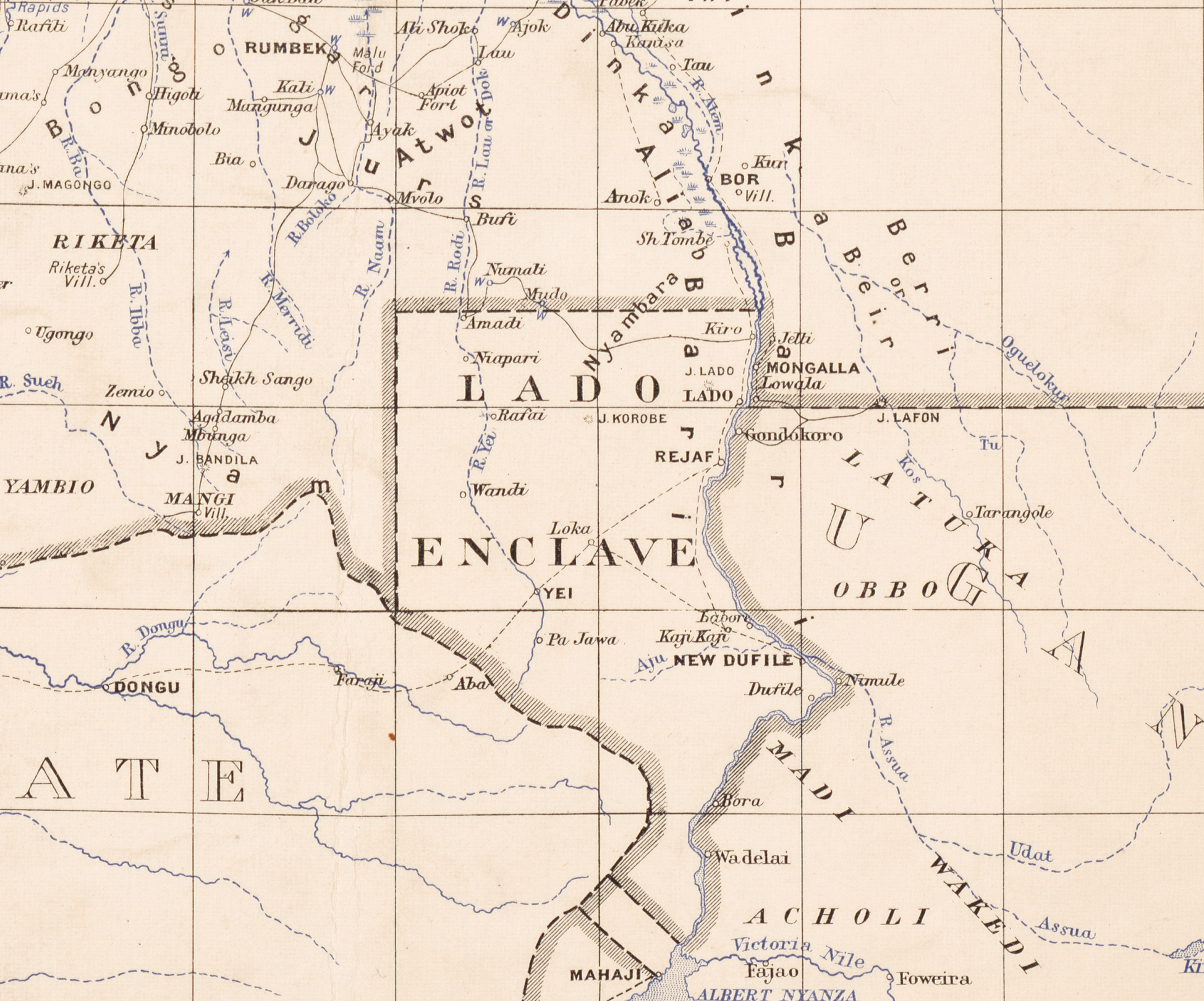
Karte der Lado-Enklave, hrsg. vom Intelligence Office, Khartoum, Mai 1904. Dufile in der Bildmitte.

Dufile (auch Dufilé, Duffli, Duffle oder Dufli) war ein Fort, das 1879 von Emin Pascha, dem Gouverneur von Äquatoria, erbaut worden war. Der Ort liegt am oberen „Albert“-Nil im heutigen Uganda, in der Nähe eines Standorts, den der damalige Oberst und Vorgänger Emins Charles George Gordon 1874 für die Montage von Dampfschiffen auswählte, die er über Land dorthin hatte transportieren lassen. Der Ort gehörte zur sog. Lado-Enklave und liegt heute im Staat Uganda.

## Dufile als Teil Äquatorias

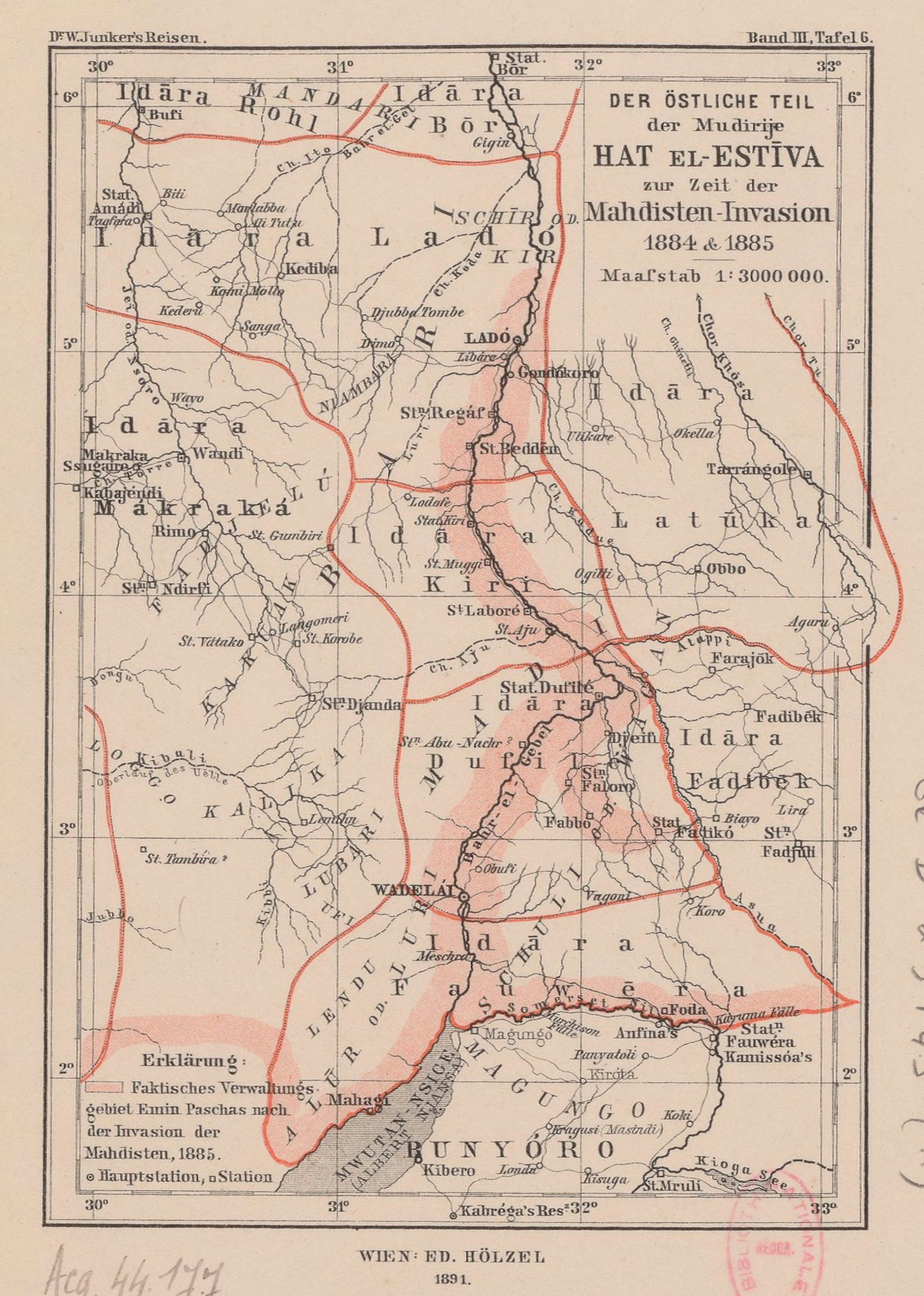
Abdruck aus: Dr. Wilh. Junkers Reisen in Afrika, 1875-1886. 1891. Dufile als Stat. Dufilé in der Bildmitte.

Dufile spielte in der Endphase der Herrschaft Emin Paschas über Äquatoria eine wichtige Rolle. Im Frühjahr 1888, kurz nach Emins Zusammentreffen mit Henry Morton Stanley, während dessen Rettungsexpedition für Emin Pascha, erreichte Emin mit dem Expeditionsteilnehmer Arthur Jephson den Ort, sie zogen aber rasch weiter. In der Folge fanden sich ehemalige arabische Befehlshaber Emins, die nun abtrünnig waren, in Dufile ein und hielten den Ort besetzt. Emin war somit gezwungen, nach Dufile zurückzukehren, um die Ordnung wieder herzustellen, wurde aber dort am 20. August 1888 von den Aufständischen gefangen genommen und mehr als drei Monate festgehalten. Emin konnte Dufile erst am 17. November verlassen, nachdem Kundschafter des Mahdi als Vorhut einer größeren Streitmacht sowie Flüchtlinge aus den nördlichen Stationen Dufile erreicht hatten.
Emin ging nach Wadelai, die übrige Garnison blieb jedoch vor Ort und trat dem Mahdi Heer am 28. November 1888 in der sog. Schlacht von Dufile entgegen, in der die Angreifer abgewehrt werden konnten. Im Januar 1889 zog aber schließlich auch die übrige Garnison aus Dufile ab, um sich wiederum Emin im Süden anzuschließen. Der Ort wurde somit aufgegeben.

## Spätere Ereignisse
Nachdem die Lado-Enklave zeitweise zum Herrschaftsgebiet des Kongo-Freistaats zählte, wurde der Ort von 1902 bis 1907 von belgischen Streitkräften besetzt und wiederaufgebaut.
Heute wird der Name Dufile auf ein nahe gelegenes Madi-Dorf und einen Unterbezirk im Distrikt Moyo östlich von Laropi angewendet. Der Name Dufile selbst ist eine Verballhornung des Madi-Dorfnamens Odrupele.

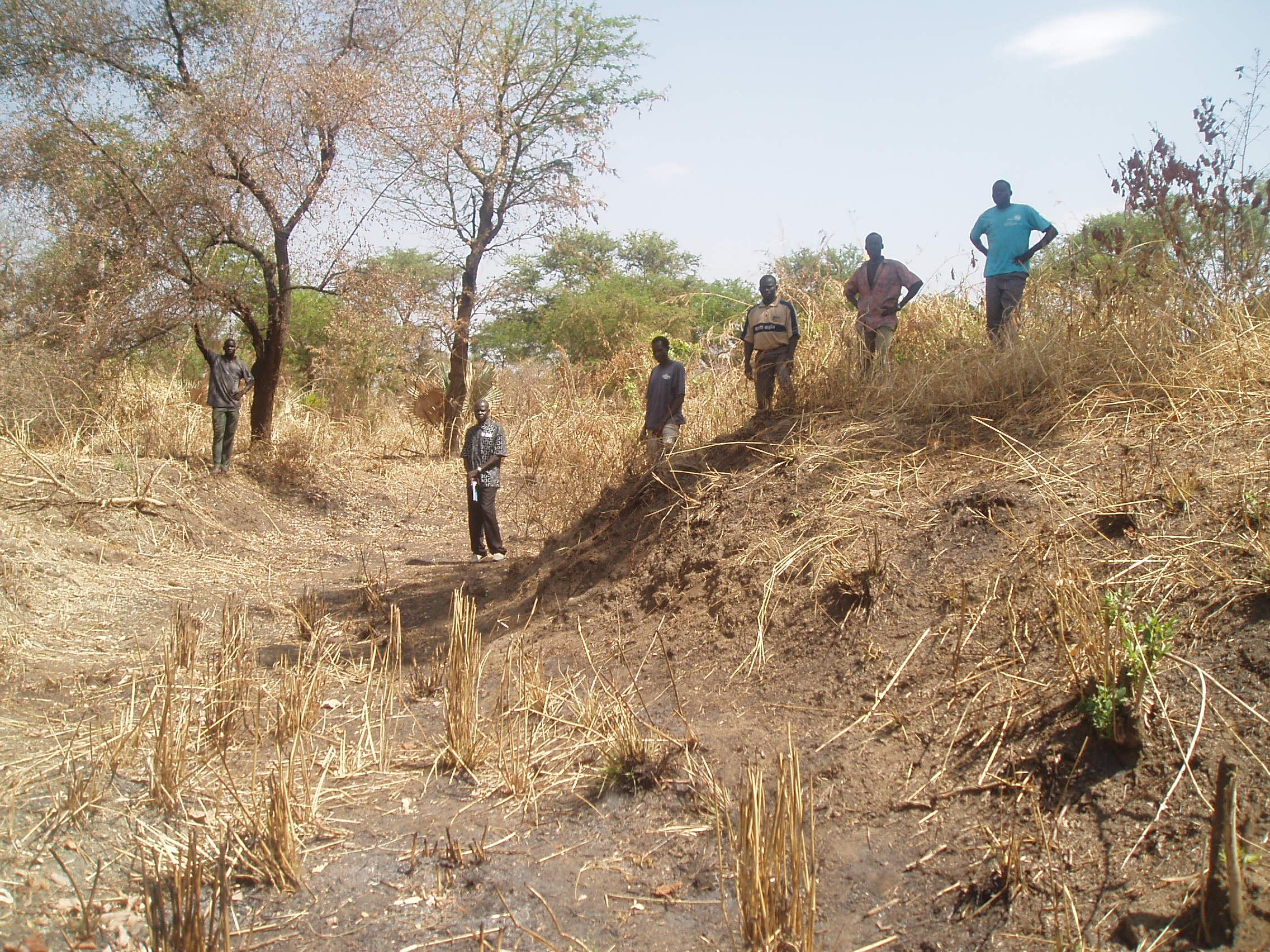
Die Nordostmauer und der Graben, Januar 2006

Dufile wurde von Alan Moorehead besucht, als er für sein 1960 erschienenes Buch „Der Weiße Nil“ recherchierte. Das Fort wurde im Juli 1965 von einem Studententeam des Imperial College vermessen. Das Fort, bei dem ein Graben und ein Wall eine Fläche von 12 Acres (4,8 Hektar) umschließen, kann von Laropi aus über die Straße oder das Boot erreicht werden. Zwischen Dezember 2006 und Januar 2007 führte ein internationales Team archäologische Arbeiten durch und Empfehlungen zur Erhaltung der Stätte liegen vor. Der alte Hafen von Emin ist heute der Abfahrtsort für Passagierfähren nach Nimule im Südsudan.